# Установка виробництва олефінів у Донгміні
Установка виробництва олефінів у Донгміні — виробництво нафтохімічної промисловості у приморській провінції Шаньдун, котре є складовою великого виробничого майданчку компанії Shandong Yuhuang Chemical.
У 2010-х роках у Китаї з'явилися численні виробництва олефінів з метанолу. Розташовані у північних регіонах заводи переважно були інтегровані до вуглехімічних комплексів, тоді як в приморських провінціях вони розраховувались на використання придбаного метанолу, котрий міг мати як місцеве походження, так і бути імпортованим. До останніх, зокрема, відноситься введена в експлуатацію у 2014 році в Донгміні установка компанії Shandong Yuhuang. Вона здатна продукувати 100 тисяч тонн олефінів на рік, що еквівалентне споживанню 300 тисяч тонн метанолу.
Особливістю установки є те, що синтез олефінів відбувається з диметилового етеру, який продукується шляхом дегідрації метанолу (всього майданчик здатен випускати 500 тисяч тонн диметилового етеру на рік, що еквівалентне споживанню 700 тисяч тонн метанолу).
Випущений установкою пропілен може в подальшому споживатись розташованою на майданчику лінією поліпропілену річною потужністю 100 тисяч тонн.
Можливо також відзначити, що з 2017 року власник установки веде спорудження великого заводу метанолу в Луїзіані, де завдяки «сланцевій революції» в США з'явився великий ресурс дешевої сировини — природного газу.